# Спасск (Новосибирская область)
Спасск — деревня в Купинском районе Новосибирской области России. Входит в состав Медяковского сельсовета.

## География
Площадь деревни — 90 гектаров.

## Население
| 2002 | 2007 | 2010 |
| ---- | ---- | ---- |
| 116  | ↘115 | ↘74  |

## Инфраструктура
В деревне по данным на 2007 год функционируют 1 учреждение здравоохранения и 1 учреждение образования.